# Thakurgaon flygplats
Thakurgaon flygplats är en flygplats i Bangladesh. Den ligger i den nordvästra delen av landet, 300 km nordväst om huvudstaden Dhaka. Thakurgaon flygplats ligger 56 meter över havet.
Terrängen runt Thakurgaon flygplats är mycket platt. Närmaste större samhälle är Thākurgaon, 6,8 km öster om Thakurgaon flygplats.
Trakten runt Thakurgaon flygplats består till största delen av jordbruksmark. Runt Thakurgaon flygplats är det tätbefolkat, med 790 invånare per kvadratkilometer.